# San Mateo Tlapiltepec
San Mateo Tlapiltepec è un comune del Messico, situato nello stato di Oaxaca.